# Armée du royaume du Congrès
L’armée du royaume du Congrès désigne l'ensemble des unités militaires du royaume de Pologne au cours de la période 1814-1831.

## Historique
Peu après la défaite de Napoléon en 1814, le tsar de Russie Alexandre Ier donna son accord au maintien d'une armée nationale polonaise sous tutelle russe, dont l'organisation fut confiée dans un premier temps au général Jean-Henri Dombrowski. La mise en place de cette force militaire, qui fut constituée à partir de l'ancienne armée du duché de Varsovie, précéda ainsi la naissance officielle du royaume du Congrès en juin 1815. Son existence fut avalisée par la Constitution du nouvel État.
Les troupes royales polonaises prirent part à l'insurrection de Novembre (1830-1831) contre les Russes. La révolte éclata lorsqu'un groupe de jeunes officiers essaya, sans succès, d'assassiner le grand-duc Constantin, gouverneur du royaume et commandant en chef de l'armée polonaise. En dépit des succès initiaux remportés par les Polonais, les erreurs commises par leurs généraux, des dissensions politiques et l'isolement diplomatique des insurgés permirent aux Russes de reprendre l'avantage et d'occuper Varsovie au mois de septembre 1831.
La défaite des insurgés mit fin à l'existence d'une armée polonaise régulière pendant près d'un siècle. Avec l'adoption de la nouvelle Constitution de 1832, les forces du royaume du Congrès furent incorporées dans l'armée impériale russe.

## Organisation et entraînement

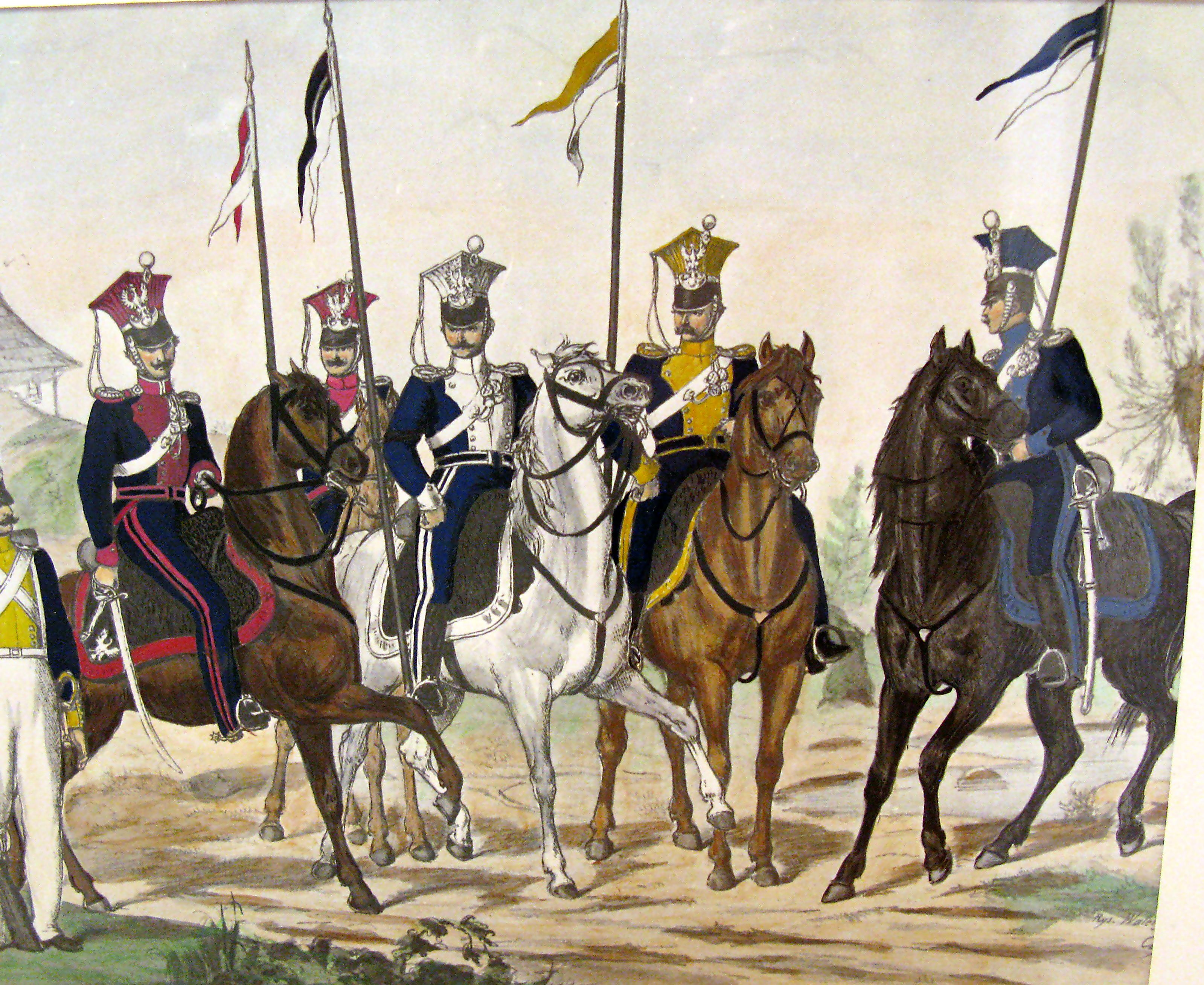
Uhlans de l'armée polonaise pendant l'insurrection de Novembre. De gauche à droite : 1er, 2e, 3e et 4e régiments.

L'armée conserva les uniformes polonais traditionnels. Elle fut cependant réorganisée sur le modèle russe, avec des divisions d'infanterie et de cavalerie, des brigades et des batteries d'artillerie et un corps du génie. Un régiment de grenadiers et un autre de chasseurs à cheval furent également mis sur pied.
La durée du service militaire obligatoire fut fixée à 10 ans, avec la possibilité pour chaque soldat d'« acheter » une réduction de son temps de service,. L'entraînement des soldats était excellent, notamment grâce à la présence d'une nouvelle école de cadets à Kalisz, de nombreux établissements de formation pour les élèves-officiers et d'une école militaire supérieure à Varsovie. L'auteur Jan Rutkiewicz écrit sur ce point :

« Les opinions des historiens polonais — aussi bien des anciens que les contemporains — divergent quant à la valeur de l'armée du Royaume de Pologne. Certains prétendent que ses excellentes aptitudes aux exercices et parades ne se sont pas vérifiées au combat. D'autres en revanche soutiennent, et il s'agit de la majorité, que grâce à ses très nombreux officiers hors pair, le niveau d'entraînement de cette armée était excellent. Tous cependant s'accordent à dire que dans son allure c'était une armée incomparable […]. »

Le coût d'entretien de l'armée absorbait près de 50 % du budget total du royaume.

## Composition et effectif
Parmi les principaux officiers polonais de cette armée figuraient Ignacy Prądzyński et Józef Bem ainsi que Jean-Henri Dombrowski. Le commandement en chef était exercé, à titre nominal, par le grand-duc Constantin Pavlovitch de Russie, frère du tsar Alexandre Ier ; cependant, la plupart des décisions étaient prises par une commission militaire,.
En temps de paix, l'armée du royaume de Pologne comptait entre 28 000 et 30 000 hommes selon les sources. Au cours de l'insurrection de Novembre, son effectif fut porté à 100 000 hommes. De ce total, seuls 57 000 pouvaient être considérés comme des soldats de métier et aptes au combat.
Avant le déclenchement de l'insurrection, les forces polonaises étaient composées de deux divisions d'infanterie à trois brigades chacune, de deux divisions de cavalerie à deux brigades chacune et de deux brigades d'artillerie (une à pied et une à cheval). Chaque brigade d'infanterie était forte d'environ 3 600 hommes alors que son homologue de cavalerie était de moitié inférieure à ce nombre.
Par ailleurs, une Garde royale fut instituée qui alignait en 1830 un régiment de chasseurs à cheval à quatre escadrons, un régiment de grenadiers à deux bataillons et une batterie montée d'artillerie de place, pour un total de 3 700 hommes.

## Galerie

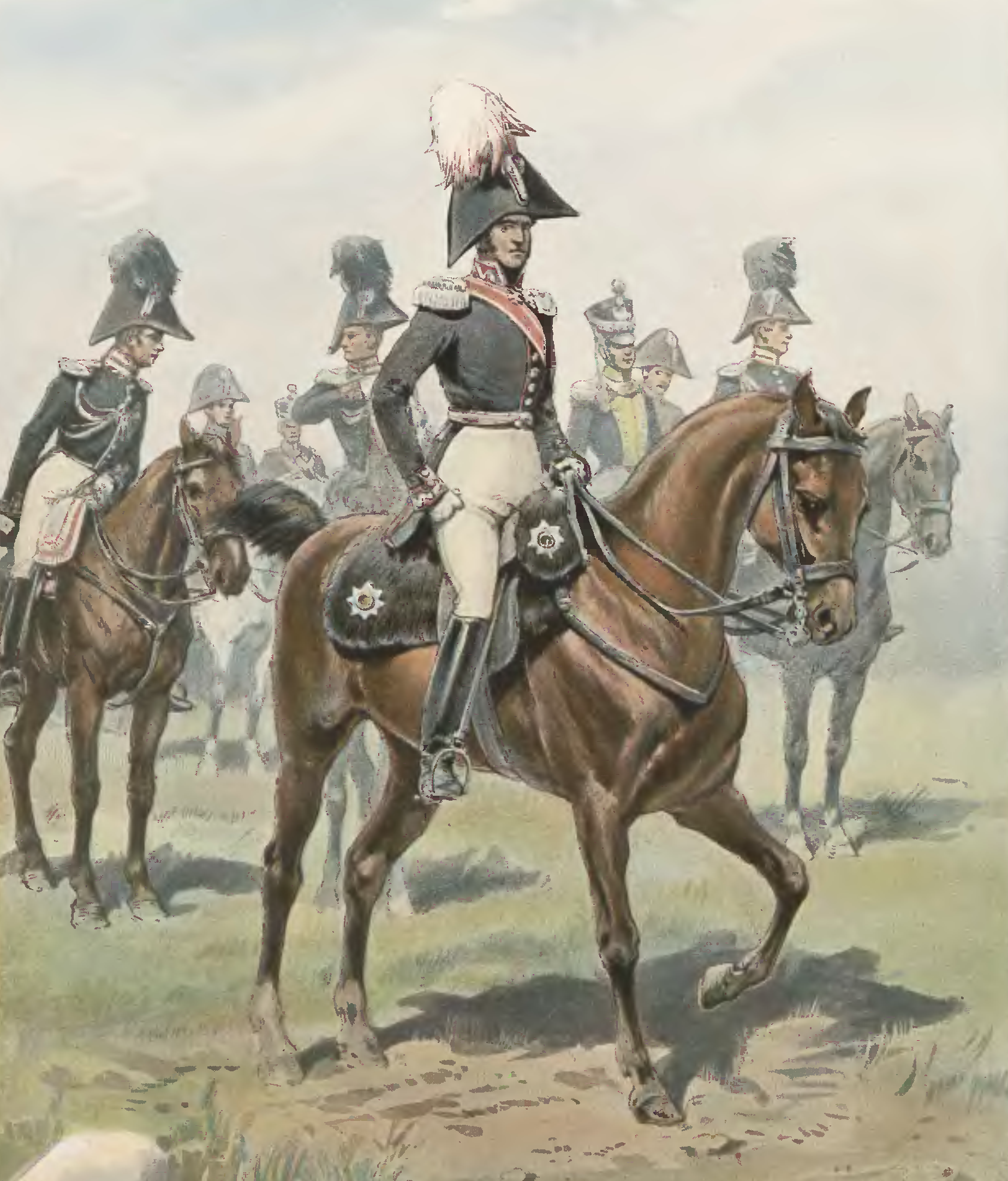
Général de l'armée royale polonaise.
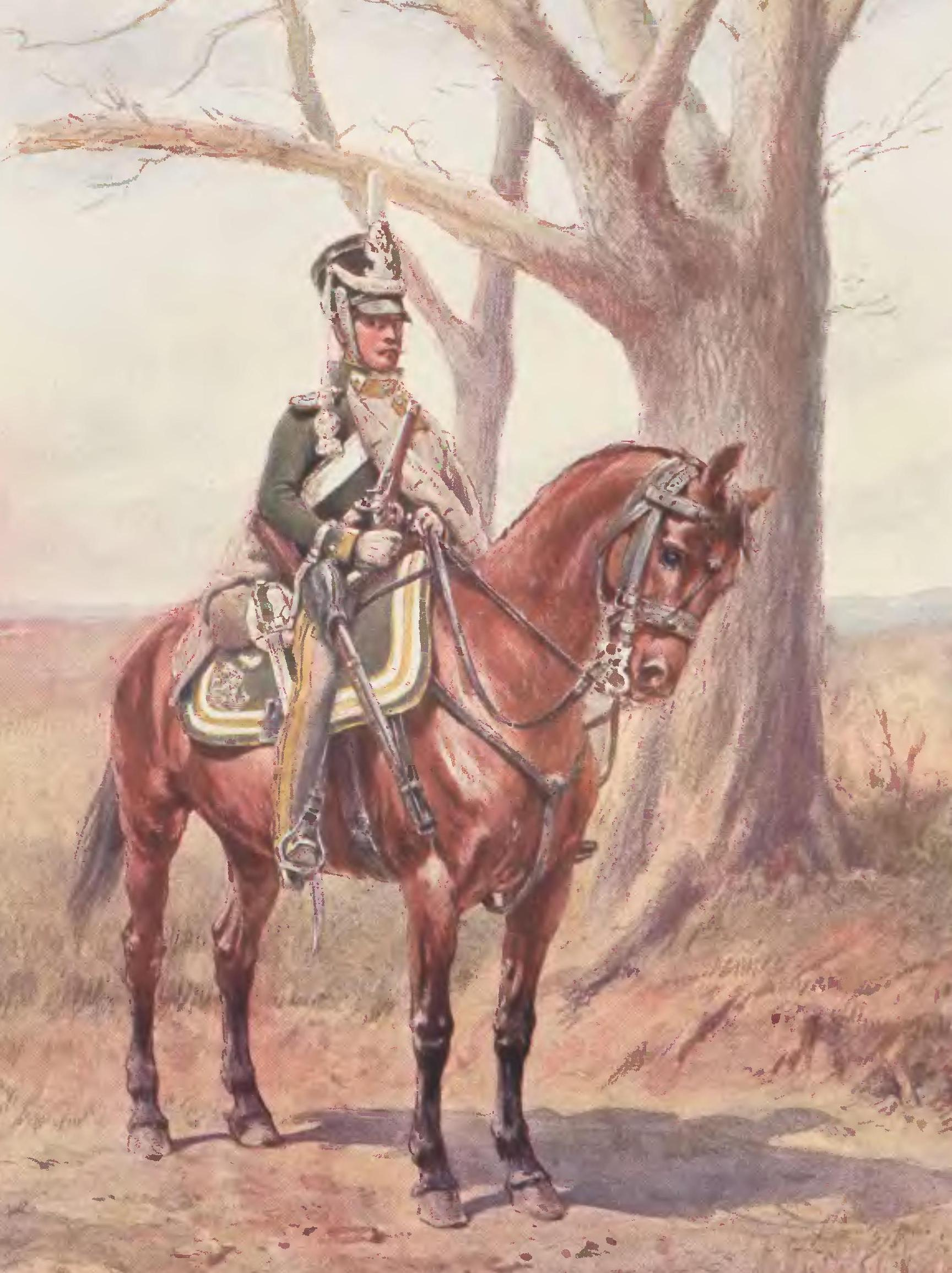
Chasseur à cheval de la Garde royale, 1815-1822.
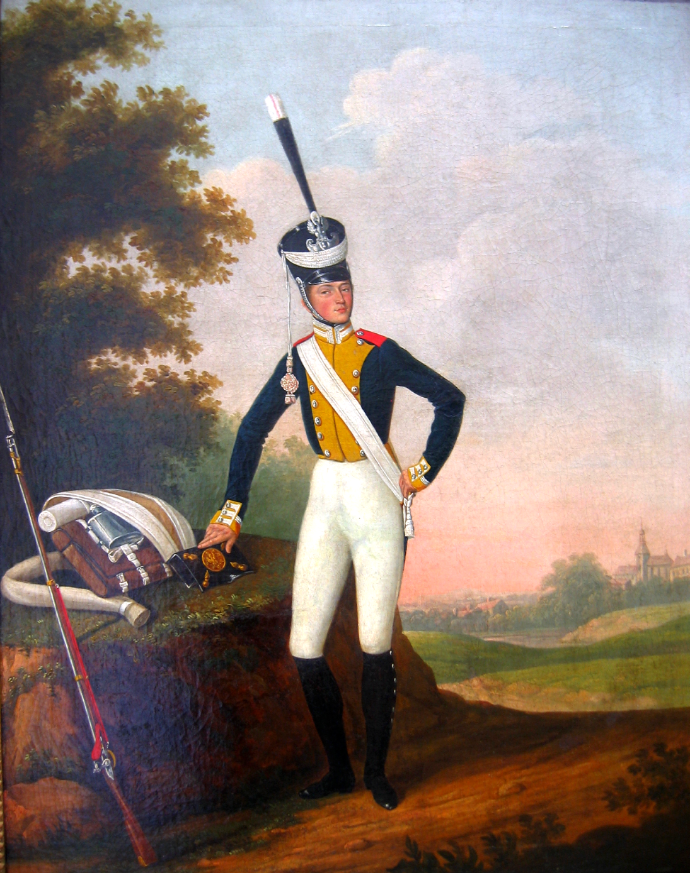
Sergent d'infanterie des grenadiers à pied de la Garde royale.
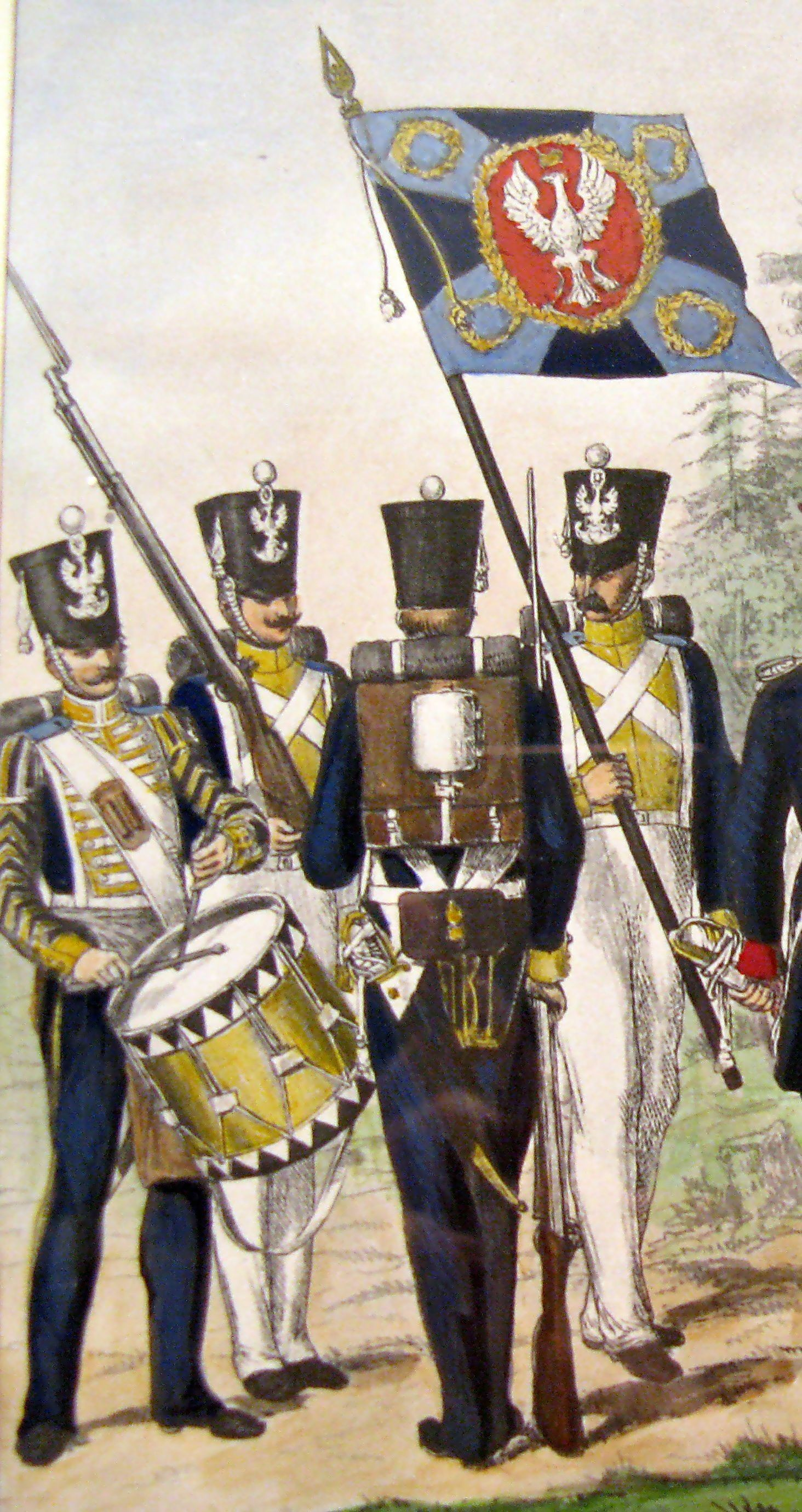
Soldats des 5e, 6e et 7e régiments d'infanterie de ligne pendant l'insurrection de Novembre.
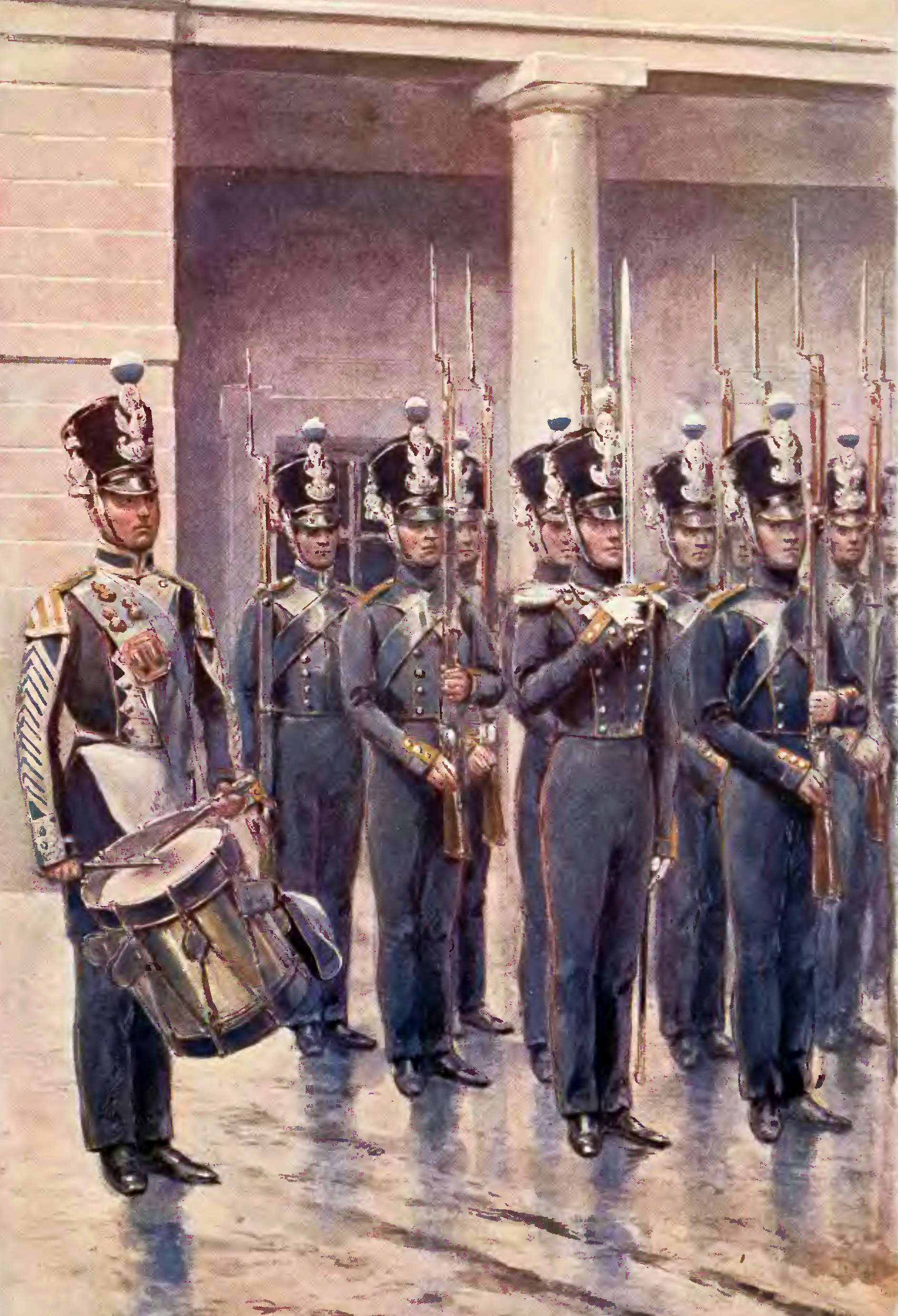
Soldats du 1er régiment de chasseurs à pied.
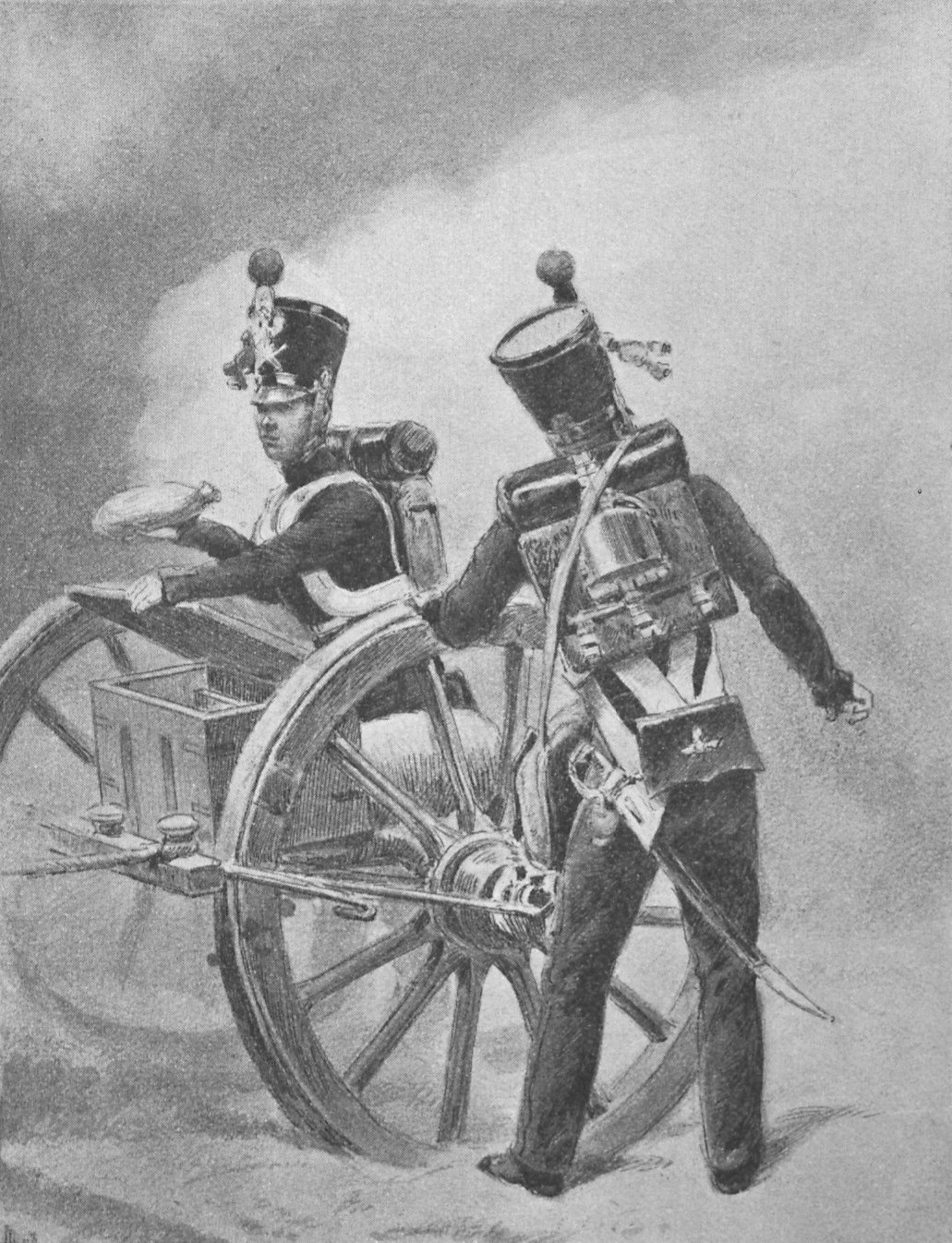
Artilleurs à pied, 1827-1830.